# Lepistemon binectariferus
Lepistemon binectariferus là một loài thực vật có hoa trong họ Bìm bìm. Loài này được (Wall.) Kuntze mô tả khoa học đầu tiên năm 1891.